# Mary Seary
Mary Seary (gift Hartley och senare Austin), född 7 oktober 1909 i Storbritannien, död (uppgift saknas), var en brittisk friidrottare med löpgrenar som huvudgren. Seary blev guld- och bronsmedaljör vid damolympiaden Olimpiadi della Grazia 1931 och var en pionjär inom damidrott.

## Biografi
Mary Seary föddes i mellersta England. När hon började med friidrott tävlade hon främst i löpning 200 meter men även i höjdhopp och längdhopp.
1930 låg hon på topp 8 i årsbästalistan i längdhopp och 1931 på topp 6 i årsbästalistan i längdhopp och höjdhopp.
1931 deltog hon vid Olimpiadi della Grazia 29–31 maj i Florens, under dessa spel tog hon bronsmedalj i löpning 200 meter och höjdhopp samt guld i alla tre stafettgrenar (med Nellie Halstead, Muriel Gunn, Seary och Daisy Ridgley).
Senare gifte hon sig och drog sig tillbaka från tävlingslivet.